# Área metropolitana de Armenia
El Área metropolitana de Armenia es una conurbación colombiana de facto ubicada dentro del departamento de Quindío; reúne los municipios geográficamente más cercanos a su municipio capital, Armenia, estos son: Calarcá, Circasia, La Tebaida, Montenegro y Salento, este último, aunque su cabecera municipal está a unos 20 km del centro del área, el suroccidente del municipio está conurbado con la parte nororiental de Armenia. Todas estas poblaciones procuran una futura conurbación hacia la capital.
La urbe ubicada al sur del eje cafetero colombiano está en continuo crecimiento dentro de la economía nacional. Su ubicación central la convierte en un relevante cruce de caminos nacionales, además de contar con una zona franca, un aeropuerto internacional y una industria turística en expansión. Las principales ciudades de la región, Armenia y Calarcá, mantienen una estrecha relación socioeconómica.

## Características urbanas

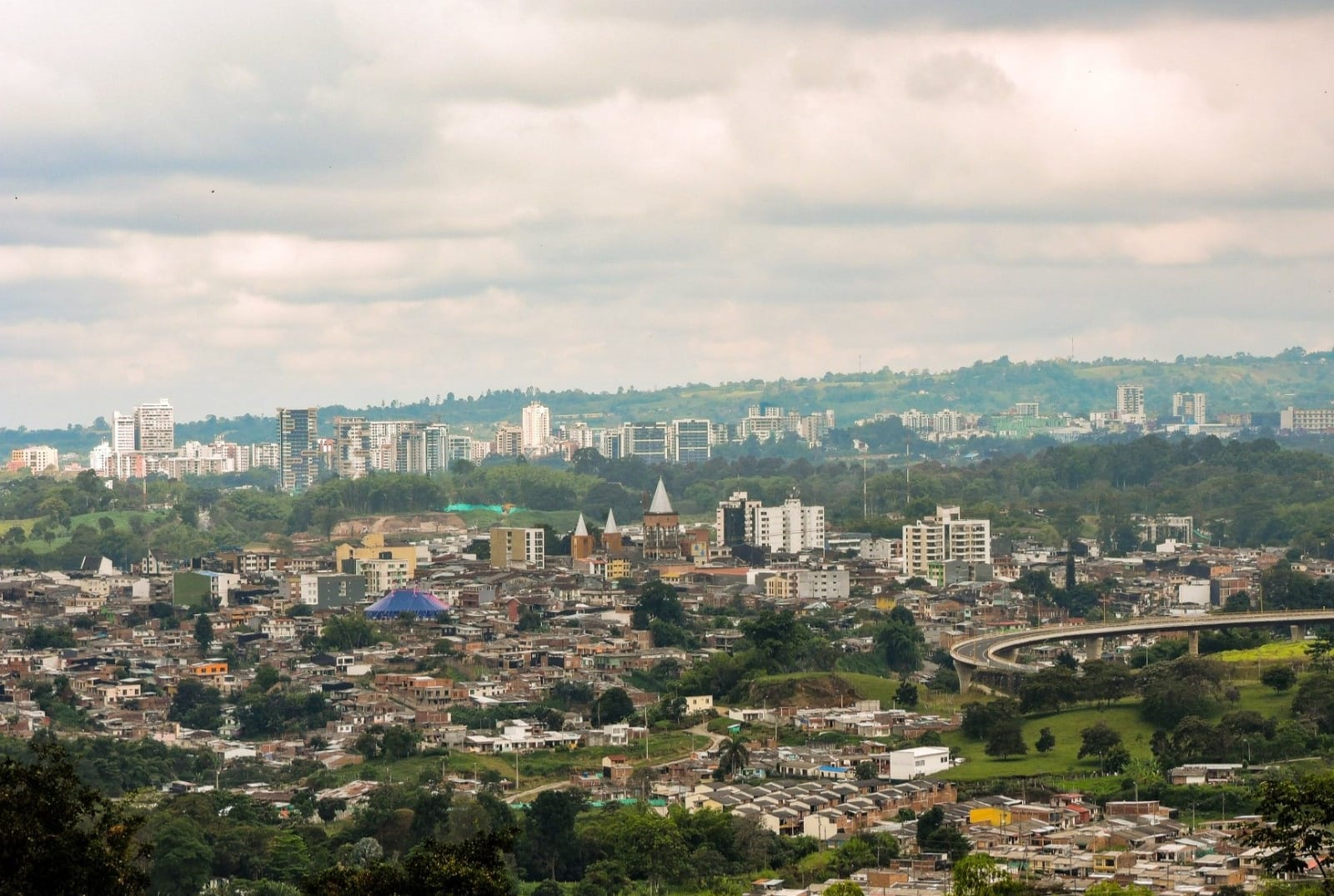
Vista parcial de Calarcá y Armenia.

El área metropolitana de Armenia es una aglomeración urbana conocida también como «ciudad distante», esto se debe a que los municipios cercanos no están completamente conurbados, pero mantienen una relación estrecha en términos físicos, comerciales y culturales. La Ciudad Milagro ha sido el centro urbano de mayor relevancia económica y política del sur del Viejo Caldas. Desde la apertura de la conexión entre el Ferrocarril del Pacífico y el de Caldas en 1927, llegó la bonanza cafetera. Posteriormente, con la creación del departamento del Quindío y su designación como capital, el crecimiento de Armenia se hizo notable.
Calarcá es el único municipio cordillerano que forma parte del área metropolitana, separado de Armenia por el Cañón del Río Quindío. Esta ciudad se destaca por su proximidad geográfica y cultural a la capital, su comercio, el aprovechamiento del ecoturismo y su papel como paso obligado para vehículos de carga y particulares que viajan desde Bogotá o Ibagué hacia el Puerto de Buenaventura y viceversa. Gracias a su cercanía, Calarcá sirve como ciudad satélite de Armenia. La construcción de la doble calzada Armenia-Calarcá completará la conurbación entre ambas ciudades. Otro municipio destacado es La Tebaida, donde se encuentran la Zona franca del Quindío y el Aeropuerto Internacional El Edén, ambos a aproximadamente 15 kilómetros del centro de la capital quindiana, conectados por la doble calzada Armenia-Aeropuerto.
El municipio de Circasia, al igual que Calarcá, es otra ciudad satélite de Armenia. Su proximidad y la conexión proporcionada por la Autopista del Café facilitan el desplazamiento entre ambos municipios. Montenegro es conocido por su cultura cafetera y por el Parque del Café, una empresa que atrae a uno de los mayores volúmenes de turistas en el departamento del Quindío. Salento, a pesar del constante flujo de turistas en su casco urbano, conserva el ambiente de un pueblo tradicional de la cultura cafetera. Su mayor atractivo es el recorrido por el Valle de Cocora, donde se encuentra la Palma de Cera del Quindío, el árbol nacional de Colombia, en su entorno natural. Para ingresar a Salento, se debe tomar una desviación en la Autopista del Café en la zona norte del departamento. El suroeste de Salento está conurbado con Armenia gracias a la Avenida Centenario, que finaliza su trazado en la Variante Chagualá, dentro de la jurisdicción de Salento. En esta área se encuentran varios conjuntos residenciales que circundan el área.

## Intentos para la creación oficial del área metropolitana

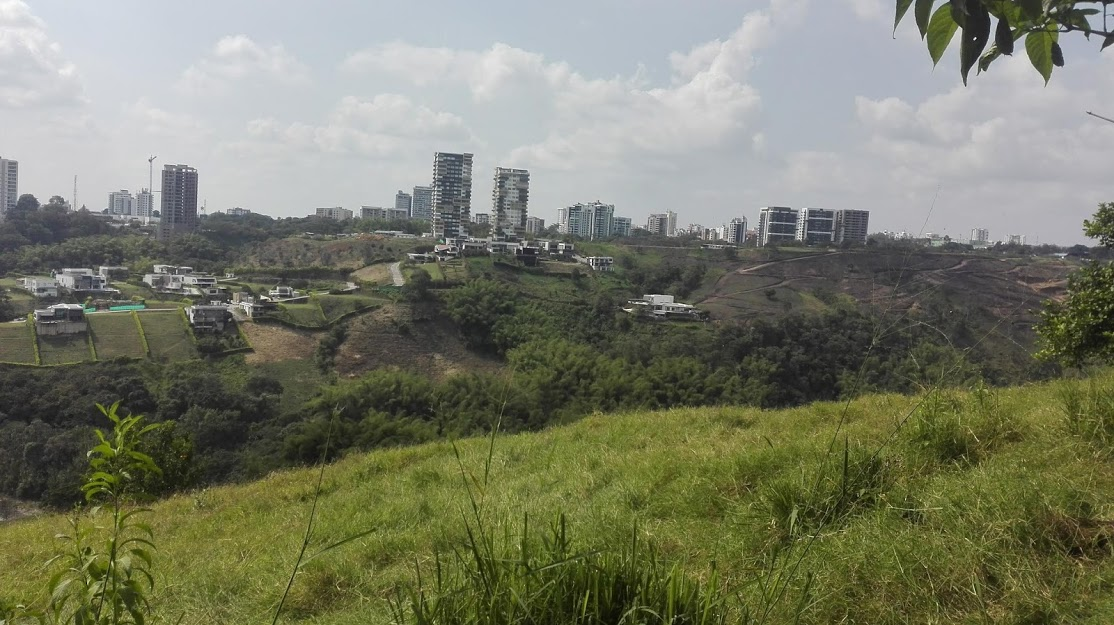
Vista del norte de Armenia desde el Alto del Río en Calarcá.

El primer intento registrado para la creación oficial del Área metropolitana de Armenia fue en 1997, en ese entonces se pensaba llamar Área metropolitana del Quindío, cuando los alcaldes de Armenia, Calarcá, Circasia, Salento y La Tebaida presentaron un proyecto ante la Registraduría del Estado Civil sin tener éxito alguno.
En 2004 el entonces alcalde de Armenia David Barros, lideró la creación de un área metropolitana con los municipios de Armenia, Quimbaya, Circasia, Filandia y Montenegro. Se realizó una consulta popular para decidir si se daba vía a libre al proyecto de ordenamiento territorial. 54.514 electores acabaron con la idea, que obtuvo el respaldo de tan solo 15.679 ciudadanos. Entre 2012 y 2015, nuevamente se realizó un intento de creación oficial del área. Varios promotores buscaron las firmas de mínimo 20 mil personas para pasar la propuesta a una siguiente instancia administrativa. Sin embargo, no hubo éxito en la recolección de firmas.
En la actualidad, se está considerando nuevamente la creación definitiva del Área Metropolitana de Armenia, tomando en cuenta el desarrollo que ha experimentado la región desde 2010 y los importantes proyectos de infraestructura nacional en curso dentro del departamento. Entre estos, destacan el Cruce de la Cordillera Central y la construcción de la doble calzada Calarcá-Armenia-Cartago. Esta vía, que recorre 54 kilómetros, conecta de oriente a occidente el área metropolitana, atravesando los municipios de Calarcá, Armenia, Montenegro y Quimbaya en el Quindío, así como Alcalá y Cartago en el Valle del Cauca.

## El área metropolitana en relación con el departamento
El Departamento del Quindío es el más pequeño en extensión territorial en la zona continental de Colombia. Esto implica que la creación de un área metropolitana en esta región podría restarle protagonismo a la gobernación en la toma de decisiones municipales, especialmente en aquellos municipios que formaran parte de dicha área metropolitana.
El departamento, además de estar dividido en subregiones, puede categorizarse en tres grandes zonas:
- Zona Norte: Comprende los municipios de Quimbaya y Filandia.
- Área Metropolitana de Armenia: Con Armenia como eje central, incluye Calarcá, Circasia, La Tebaida, Montenegro y Salento. Estos municipios tienen una alta proximidad geográfica y están estrechamente ligados a la conurbación con la capital.
- Zona Cordillerana: Integrada por Buenavista, Córdoba, Pijao y Génova. Los municipios de esta región tienen menor interacción con aquellos cercanos a Armenia, debido a su ubicación predominantemente montañosa.

Esta organización resalta las dinámicas internas del departamento y sus posibles retos administrativos ante un eventual cambio en la estructura territorial.

## Poblaciones
| Armenia                                    | 250      | 316.926 |
| Calarcá                                    | 219,23   | 77.878  |
| Circasia                                   | 91       | 30.220  |
| La Tebaida                                 | 89       | 36.192  |
| Montenegro                                 | 148,92   | 39.007  |
| Salento                                    | 377,67   | 9.909   |
| Total                                      | 1.175,82 | 510.132 |
| Estimación para 2023 realizado por el DANE |          |         |

## Lugares relevantes

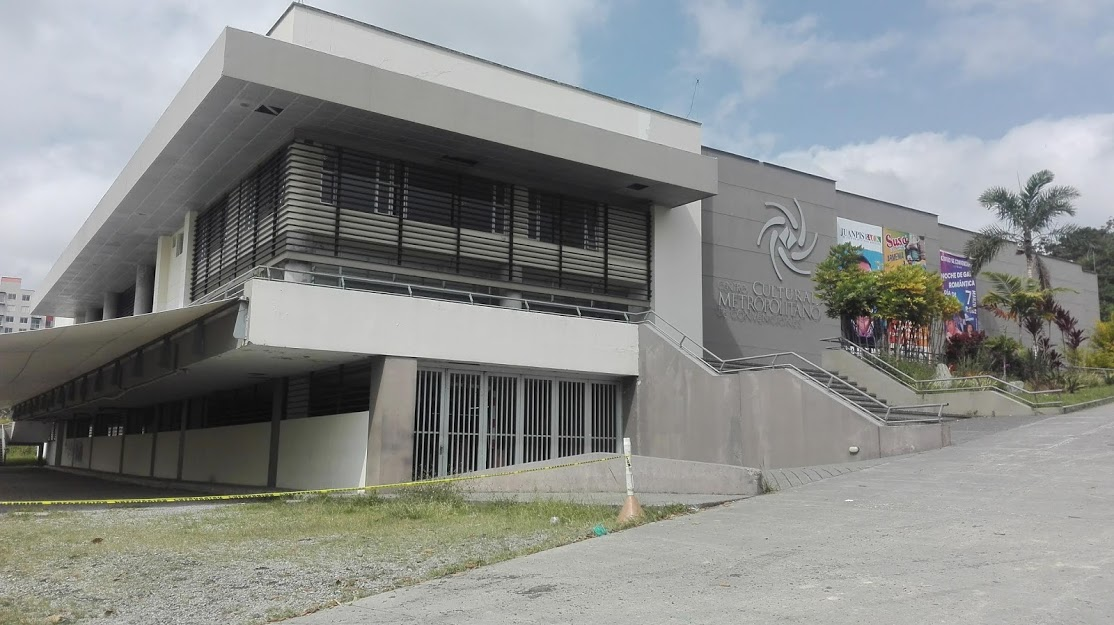
Centro Cultural Metropolitano de Convenciones de Armenia.

- Aeropuerto Internacional El Edén (Armenia y La Tebaida)
- Catedral de la Inmaculada Concepción (Armenia)
- Centro Cultural Metropolitano de Convenciones (Armenia)
- Centro Comercial Portal del Quindío (Armenia)
- Centro Comercial Unicentro (Armenia)
- Centro Comercial Plaza Flora (Armenia)
- Centro Comercial y hotel Mocawa (Armenia)
- Coliseo del Café (Armenia)
- Club Campestre (Armenia)
- Estación del Ferrocarril (Armenia)
- Estadio Centenario (Armenia)
- Parque de la Vida (Armenia)
- Museo del Oro Quimbaya (Armenia)
- Coliseo del Sur (Calarcá)
- Hacienda La Pradera (Calarcá)
- Jardín botánico del Quindío (Calarcá)
- Recuca - Recorrido de la cultura cafetera (Calarcá)
- Cementerio Libre (Montenegro)
- Finca Cafetera El Agrado (Montenegro)
- Parque del Café (Montenegro)
- Cementerio Libre (Circasia)
- Valle de Cocora (Salento)
- Quindío Zona Franca (La Tebaida)